# 鈴木秀明 (モトクロス)
鈴木秀明（すずき ひであき、1948年12月25日 - ）は、日本のモトクロスライダー。元全日本モトクロスチャンピオン。

## 略歴
全日本モトクロス選手権では、1973年にセニア250cc(125ccは弟の鈴木都良夫が獲得)、翌74年は125cc、250ccのダブルタイトルを獲得。
また1999年と2000年にはWORLD VETERAN CHAMPIONSHIP にて50歳以上クラスで連覇。
髭を蓄えた風貌と、「闘志」「我慢」「俺を見よ」「迷わず飛べ」などのフレーズをプロテクターやマシンに書くパフォーマンス、大迫力の走りと激しい人柄から「ガッツ秀明」と呼ばれ70年代モトクロスの大スターだった。ヤマハと無限で活躍し、ワークスを外れた後もプライベートチーム「秀明道場」で90年代後半まで国際A級のレースに現役出場して鉄人振りをみせつけた。
現在は東京都東大和市で二輪販売店を営む。